# Formación Farak
La Formación Farak es una formación geológica, en el Departamento de Tahoua en Níger. Los sedimentos pertenecen al Cretácico superior, hace aproximadamente 95 millones de años, durante en Cenomaniense. 

## Fauna de la Formación Farak
- Dinosaurios
  - Saurópodos
    - Aegyptosaurus
    - Rebbachisaurus

  - Terópodos
    - Bahariasaurus

- Datos: Q5863933